# Kopra

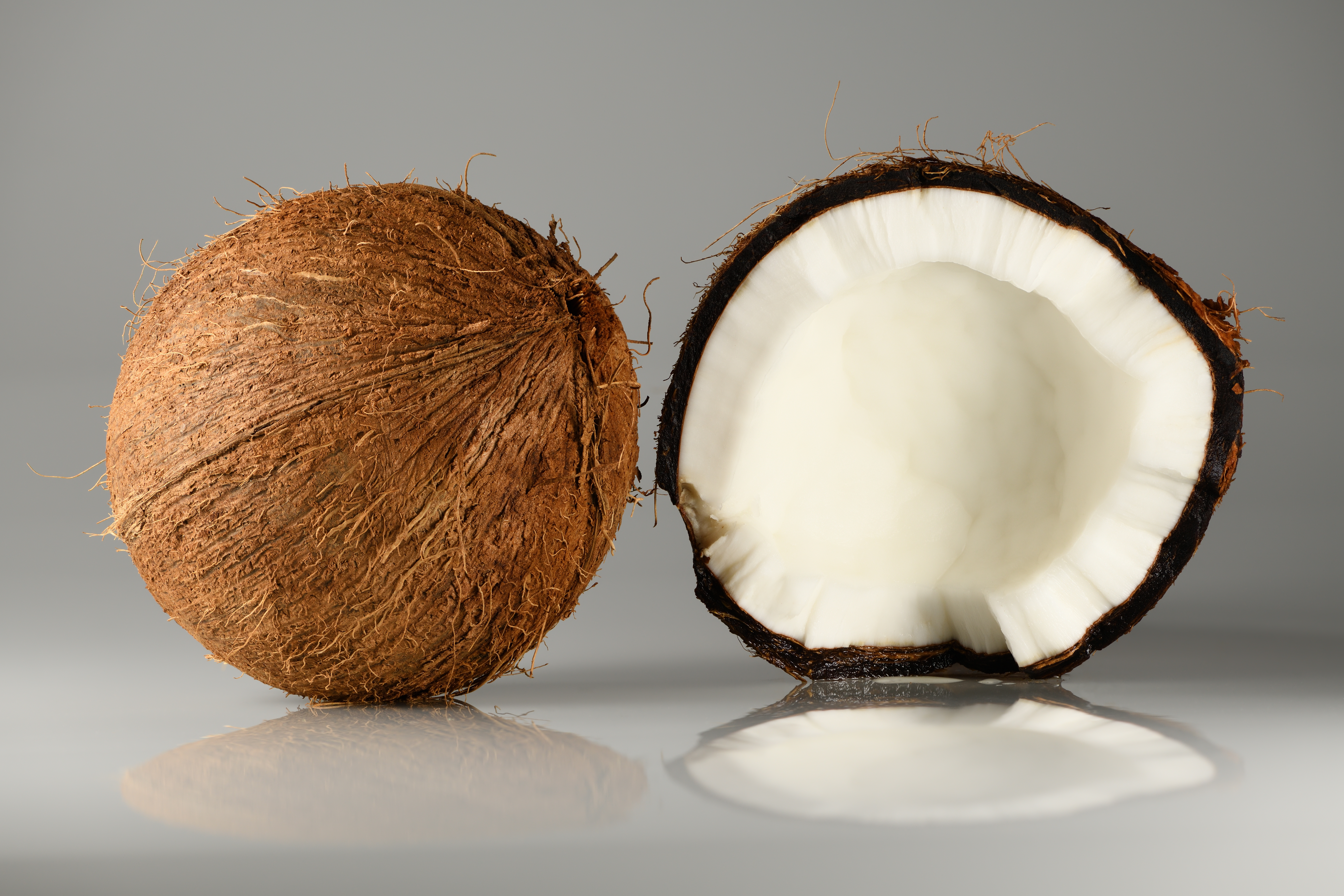
Här syns den vita frövitan inuti kokosnöten.

Kopra är torkad frövita från en kokosnöt och är en av världens viktigaste råvaror för fettproduktion. Av pressad kopra erhålls kokosfett eller kokosolja och av pressåterstoden görs foderkakor som är ett viktigt fodermedel för djur.